# Tour Down Under 2008
Tour Down Under 2008 var den 10. udgave af løbet Tour Down Under og blev arrangeret i området omkring Adelaide i Australien mellem 22.-27. januar 2008. Sidste års vinder Martin Elmiger, stillede også i år til start med sit hold AG2R - La Mondiale.
Dette er første gang løbet er med i UCI ProTour, som den blev en del af i 2007.

## Etape resultater

### 1. etape, 22. januar, Mawson Lakes–Angaston, 129 km
|   | Rytter             | Hold             | Tid     | UCI ProTour point |
| - | ------------------ | ---------------- | ------- | ----------------- |
| 1 | Mark Renshaw       | Crédit Agricole  | 3:13.33 | 3 pt.             |
| 2 | José Joaquín Rojas | Caisse d'Epargne | s.t.    | 2 pt.             |
| 3 | Graeme Brown       | Rabobank         | s.t.    | 1 pt.             |

|   | Rytter             | Hold             | Tid     |
| - | ------------------ | ---------------- | ------- |
| 1 | Mark Renshaw       | Crédit Agricole  | 3:13.23 |
| 2 | José Joaquín Rojas | Caisse d'Epargne | + 4     |
| 3 | Mickaël Buffaz     | Cofidis          | s.t.    |

### 2. etape, 23. januar, Stirling – Hahndorf, 148 km
|   | Rytter        | Hold            | Tid     | UCI ProTour point |
| - | ------------- | --------------- | ------- | ----------------- |
| 1 | André Greipel | Team High Road  | 3:46.55 | 3 pt.             |
| 2 | Graeme Brown  | Rabobank        | s.t.    | 2 pt.             |
| 3 | Allan Davis   | Australia-UniSA | s.t.    | -                 |

|   | Rytter        | Hold            | Tid     |
| - | ------------- | --------------- | ------- |
| 1 | Graeme Brown  | Rabobank        | 7:00.18 |
| 2 | Mark Renshaw  | Crédit Agricole | s.t.    |
| 3 | André Greipel | Team High Road  | s.t.    |

### 3. etape, 24. januar, Unley – Victor Harbor, 139 km
|   | Rytter        | Hold            | Tid     | UCI ProTour point |
| - | ------------- | --------------- | ------- | ----------------- |
| 1 | Allan Davis   | Australia-UniSA | 3:13.48 | -                 |
| 2 | Mark Renshaw  | Crédit Agricole | s.t.    | 2 pt.             |
| 3 | Mathew Hayman | Rabobank        | s.t.    | 1 pt.             |

|   | Rytter        | Hold            | Tid      |
| - | ------------- | --------------- | -------- |
| 1 | Mark Renshaw  | Crédit Agricole | 10:14.00 |
| 2 | Allan Davis   | Australia-UniSA | + 2      |
| 3 | André Greipel | Team High Road  | + 6      |

### 4. etape, 25. januar, Mannum – Strathalbyn, 134 km
|   | Rytter             | Hold             | Tid     | UCI ProTour point |
| - | ------------------ | ---------------- | ------- | ----------------- |
| 1 | André Greipel      | Team High Road   | 3:14.46 | 3 pt.             |
| 2 | Mark Renshaw       | Crédit Agricole  | s.t.    | 2 pt.             |
| 3 | José Joaquín Rojas | Caisse d'Epargne | s.t.    | 1 pt.             |

|   | Rytter        | Hold            | Tid      |
| - | ------------- | --------------- | -------- |
| 1 | Mark Renshaw  | Crédit Agricole | 13:28.38 |
| 2 | André Greipel | Team High Road  | + 4      |
| 3 | Allan Davis   | Australia-UniSA | + 7      |

### 5. etape, 26. januar, Willunga – Willunga, 147 km
|   | Rytter               | Hold                | Tid     | UCI ProTour point |
| - | -------------------- | ------------------- | ------- | ----------------- |
| 1 | André Greipel        | Team High Road      | 3:26.46 | 3 pt.             |
| 2 | Allan Davis          | Australia-UniSA     | s.t.    | -                 |
| 3 | José Alberto Benítez | Saunier Duval-Scott | s.t.    | 1 pt.             |

|   | Rytter             | Hold             | Tid      |
| - | ------------------ | ---------------- | -------- |
| 1 | André Greipel      | Team High Road   | 16:55.18 |
| 2 | Allan Davis        | Australia-UniSA  | + 7      |
| 3 | José Joaquín Rojas | Caisse d'Epargne | + 20     |

### 6. etape, 27. januar, Adelaide East End Circuit , 88 km
|   | Rytter         | Hold           | Tid     | UCI ProTour point |
| - | -------------- | -------------- | ------- | ----------------- |
| 1 | André Greipel  | Team High Road | 1:51.13 | 3 pt.             |
| 2 | Robert Förster | Gerolsteiner   | s.t.    | 2 pt.             |
| 3 | Graeme Brown   | Rabobank       | s.t.    | 1 pt.             |

|   | Rytter             | Hold             | Tid      |
| - | ------------------ | ---------------- | -------- |
| 1 | André Greipel      | Team High Road   | 18:46.18 |
| 2 | Allan Davis        | Australia-UniSA  | + 15     |
| 3 | José Joaquín Rojas | Caisse d'Epargne | + 33     |

## Resultater

### Sammenlagt
|    | Rytter               | Hold                             | Tid      | UCI ProTour point |
| -- | -------------------- | -------------------------------- | -------- | ----------------- |
| 1  | André Greipel        | Team High Road                   | 18:46.18 | 50                |
| 2  | Allan Davis          | Australia-UniSA                  | + 15     | -                 |
| 3  | José Joaquín Rojas   | Caisse d'Epargne                 | + 33     | 35                |
| 4  | Mickael Delage       | Française des Jeux               | + 37     | 30                |
| 5  | Mickael Buffaz       | Cofidis, Le Crédit par Téléphone | s.t.     | 25                |
| 6  | José Alberto Benítez | Saunier Duval-Scott              | + 39     | 20                |
| 7  | Kjell Carlstrom      | Liquigas                         | s.t.     | 15                |
| 8  | Luis León Sánchez    | Caisse d'Epargne                 | + 41     | 10                |
| 9  | Richie Porte         | Australia-UniSA                  | s.t.     | -                 |
| 10 | Stuart O'Grady       | Team CSC                         | + 42     | 2                 |

### Bjergkonkurrencen
|   | Rytter           | Hold                             | Point |
| - | ---------------- | -------------------------------- | ----- |
| 1 | Philippe Gilbert | Française des Jeux               | 38    |
| 2 | David Moncoutié  | Cofidis, Le Crédit par Téléphone | 22    |
| 3 | Mathieu Perget   | Caisse d'Epargne                 | 18    |

### Pointkonkurrencen
|   | Rytter        | Hold            | Point |
| - | ------------- | --------------- | ----- |
| 1 | André Greipel | Team High Road  | 38    |
| 2 | Allan Davis   | Australia-UniSA | 34    |
| 3 | Mark Renshaw  | Crédit Agricole | 24    |

### Ungdomskonkurrencen
|   | Rytter             | Hold               | Tid      |
| - | ------------------ | ------------------ | -------- |
| 1 | José Joaquín Rojas | Caisse d'Epargne   | 18:46.51 |
| 2 | Mickael Delage     | Française des Jeux | + 4      |
| 3 | Richie Porte       | Australia-UniSA    | + 8      |

### Holdkonkurrencen
|   | Hold                | Land     | Tid     |
| - | ------------------- | -------- | ------- |
| 1 | Française des Jeux  | Frankrig | 56:21.3 |
| 2 | Saunier Duval-Scott | Spanien  | s.t.    |
| 3 | Caisse d'Epargne    | Spanien  | s.t.    |

## Trøjernes fordeling gennem løbet
| Etape (Vinder)            | Sammenlagt    | Bjergkonkurrencen | Pointkonkurrencen | Ungdomskonkurrencen | Holdkonkurrencen   |
| ------------------------- | ------------- | ----------------- | ----------------- | ------------------- | ------------------ |
| 01. etape (Mark Renshaw)  | Mark Renshaw  | Philippe Gilbert  | Mickaël Buffaz    | José Joaquín Rojas  | Ag2r-La Mondiale   |
| 02. etape (André Greipel) | Graeme Brown  | Philippe Gilbert  | Mickaël Buffaz    | José Joaquín Rojas  | Astana             |
| 03. etape (Allan Davis)   | Mark Renshaw  | Philippe Gilbert  | Mark Renshaw      | José Joaquín Rojas  | Team High Road     |
| 04. etape (André Greipel) | Mark Renshaw  | Philippe Gilbert  | Mark Renshaw      | José Joaquín Rojas  | Team CSC           |
| 05. etape (André Greipel) | André Greipel | Philippe Gilbert  | André Greipel     | José Joaquín Rojas  | Française des Jeux |
| 06. etape (André Greipel) | André Greipel | Philippe Gilbert  | André Greipel     | José Joaquín Rojas  | Française des Jeux |
| 0Vinder                   | André Greipel | Philippe Gilbert  | André Greipel     | José Joaquín Rojas  | Française des Jeux |

## Individuel UCI ProTour 2008 stilling efter løbet
27. januar 2007, efter Tour Down Under
Efter at have vundet 4 etaper i Tour Down Under og sammenlagt, blev tyskeren André Greipel den første leder af UCI ProTour 2008 .
| Rang | Tidligere rang | Navn                 | Hold                | Point |
| ---- | -------------- | -------------------- | ------------------- | ----- |
| 1    | -              | André Greipel        | Team High Road      | 62    |
| 2    | -              | José Joaquín Rojas   | Caisse d'Epargne    | 38    |
| 3    | -              | Mickael Delage       | Française des Jeux  | 30    |
| 4    | -              | Mickaël Buffaz       | Rabobank            | 25    |
| 5    | -              | José Alberto Benítez | Saunier Duval-Scott | 21    |
| 6    | -              | Kjell Carlström      | Liquigas            | 15    |
| 7    | -              | Luis León Sánchez    | Caisse d'Epargne    | 10    |
| 8    | -              | Mark Renshaw         | Crédit Agricole     | 7     |
| 9    | -              | Graeme Brown         | Rabobank            | 4     |
| 10   | -              | Stuart O'Grady       | Team CSC            | 2     |
| 11   | -              | Robert Förster       | Gerolsteiner        | 2     |
| 12   | -              | Mathew Hayman        | Rabobank            | 1     |

## Hold
| Nation     | UCI kode | Holdnavn                         |
| ---------- | -------- | -------------------------------- |
| Frankrig   | ALM      | Ag2r-La Mondiale                 |
| Luxembourg | AST      | Astana                           |
| Frankrig   | BTL      | Bouygues Télécom                 |
| Frankrig   | COF      | Cofidis, le credit par telephone |
| Frankrig   | C.A      | Credit Agricole                  |
| Danmark    | CSC      | Team CSC                         |
| Spanien    | EUS      | Euskaltel-Euskadi                |
| Frankrig   | FDJ      | Française des Jeux               |
| Spanien    | GCE      | Caisse d'Epargne                 |
| Tyskland   | GST      | Gerolsteiner                     |
| Italien    | LAM      | Lampre                           |
| Italien    | LIQ      | Liquigas                         |
| Tyskland   | MRM      | Team Milram                      |
| Belgien    | QST      | Quick Step                       |
| Holland    | RAB      | Rabobank                         |
| Spanien    | SDV      | Saunier Duval-Scott              |
| Belgien    | SIL      | Silence-Lotto                    |
| Tyskland   | THR      | Team High Road                   |

Et australsk hold kaldet Australia-UniSA var det eneste ikke-ProTour hold som var inviteret til løbet.

## Eksterne links
- Officielle hjemmeside Arkiveret 15. december 2007 hos  Wayback Machine
- Tour Down Under 2008 CyclingFever Racespecial